# Rojo (periodico)
Rojo è una rivista d'arte contemporanea distribuita in Spagna. La sede della rivista si trova a Barcellona, con succursali a Milano, Helsinki, Istanbul, Amburgo, New York e San Paolo del Brasile. La rivista, realizzata con il contributo degli artisti, viene pubblicata quattro volte l'anno.

## Attività
La rivista Rojo (in lingua italiana: rosso) è stata fondata da un consorzio di giornalisti nel 2001. La rivista si occupa esclusivamente della promozione delle arti contemporanee. Ospita al suo interno le raccolte fotografiche di opere d'arte di artisti di tutto il mondo. È di interesse anche per l'Italia e gli artisti italiani.
All'interno della struttura editoriale vi sono diverse sezioni, che si occupano della organizzazione, degli eventi, della cura delle mostre, dello sviluppo delle idee creative.

## Sezioni
- ARTstore  vendita online. In questa sezione gli artisti sono elencati in ordine alfabetico, tutte le opere in vendita sono autenticate dall'artista e dalla Rojo.
- WorldWise Rosso si occupa dei rapporti con gli artisti più di talento al mondo.
- Rojo Magazine Ospita le foto di tutte le collezioni di artisti.
- Spazio arte raccoglie le notizie relative agli artisti, riportando in una comunità le opinioni dei lettori.
- Rojo TV è un canale televisivo online dove si possono vedere gli artisti all'opera.